# Siniša Saničanin
Siniša Saničanin (Prijedor, 24 aprile 1995) è un calciatore bosniaco, difensore del Diósgyőr e della nazionale bosniaca.

## Carriera

### Club
Il 31 agosto 2017 viene acquistato a titolo definitivo dalla squadra serba del Vojvodina.

## Statistiche

### Cronologia presenze e reti in nazionale
| Cronologia completa delle presenze e delle reti in nazionale ― Bosnia ed Erzegovina | Cronologia completa delle presenze e delle reti in nazionale ― Bosnia ed Erzegovina | Cronologia completa delle presenze e delle reti in nazionale ― Bosnia ed Erzegovina | Cronologia completa delle presenze e delle reti in nazionale ― Bosnia ed Erzegovina | Cronologia completa delle presenze e delle reti in nazionale ― Bosnia ed Erzegovina | Cronologia completa delle presenze e delle reti in nazionale ― Bosnia ed Erzegovina | Cronologia completa delle presenze e delle reti in nazionale ― Bosnia ed Erzegovina | Cronologia completa delle presenze e delle reti in nazionale ― Bosnia ed Erzegovina |
| Data                                                                                | Città                                                                               | In casa                                                                             | Risultato                                                                           | Ospiti                                                                              | Competizione                                                                        | Reti                                                                                | Note                                                                                |
| ----------------------------------------------------------------------------------- | ----------------------------------------------------------------------------------- | ----------------------------------------------------------------------------------- | ----------------------------------------------------------------------------------- | ----------------------------------------------------------------------------------- | ----------------------------------------------------------------------------------- | ----------------------------------------------------------------------------------- | ----------------------------------------------------------------------------------- |
| 4-9-2020                                                                            | Firenze                                                                             | Italia                                                                              | 1 – 1                                                                               | Bosnia ed Erzegovina                                                                | UEFA Nations League 2020-2021 - 1º turno                                            | -                                                                                   |                                                                                     |
| 7-9-2020                                                                            | Zenica                                                                              | Bosnia ed Erzegovina                                                                | 1 – 2                                                                               | Polonia                                                                             | UEFA Nations League 2020-2021 - 1º turno                                            | -                                                                                   |                                                                                     |
| 8-10-2020                                                                           | Sarajevo                                                                            | Bosnia ed Erzegovina                                                                | 1 – 1 dts (3 – 4 dtr)                                                               | Irlanda del Nord                                                                    | Qual. Euro 2020                                                                     | -                                                                                   |                                                                                     |
| 11-10-2020                                                                          | Zenica                                                                              | Bosnia ed Erzegovina                                                                | 0 – 0                                                                               | Paesi Bassi                                                                         | UEFA Nations League 2020-2021 - 1º turno                                            | -                                                                                   |                                                                                     |
| 14-10-2020                                                                          | Breslavia                                                                           | Polonia                                                                             | 3 – 0                                                                               | Bosnia ed Erzegovina                                                                | UEFA Nations League 2020-2021 - 1º turno                                            | -                                                                                   |                                                                                     |
| 12-11-2020                                                                          | Sarajevo                                                                            | Bosnia ed Erzegovina                                                                | 0 – 2                                                                               | Iran                                                                                | Amichevole                                                                          | -                                                                                   |                                                                                     |
| 15-11-2020                                                                          | Amsterdam                                                                           | Paesi Bassi                                                                         | 3 – 1                                                                               | Bosnia ed Erzegovina                                                                | UEFA Nations League 2020-2021 - 1º turno                                            | -                                                                                   | 88’                                                                                 |
| 18-11-2020                                                                          | Sarajevo                                                                            | Bosnia ed Erzegovina                                                                | 0 – 2                                                                               | Italia                                                                              | UEFA Nations League 2020-2021 - 1º turno                                            | -                                                                                   |                                                                                     |
| 24-3-2021                                                                           | Helsinki                                                                            | Finlandia                                                                           | 2 – 2                                                                               | Bosnia ed Erzegovina                                                                | Qual. Mondiali 2022                                                                 | -                                                                                   |                                                                                     |
| 31-3-2021                                                                           | Sarajevo                                                                            | Bosnia ed Erzegovina                                                                | 0 – 1                                                                               | Francia                                                                             | Qual. Mondiali 2022                                                                 | -                                                                                   | 54’                                                                                 |
| 6-6-2021                                                                            | Brøndbyvester                                                                       | Danimarca                                                                           | 2 – 0                                                                               | Bosnia ed Erzegovina                                                                | Amichevole                                                                          | -                                                                                   | cap.                                                                                |
| 1-9-2021                                                                            | Strasburgo                                                                          | Francia                                                                             | 1 – 1                                                                               | Bosnia ed Erzegovina                                                                | Qual. Mondiali 2022                                                                 | -                                                                                   |                                                                                     |
| 7-9-2021                                                                            | Zenica                                                                              | Bosnia ed Erzegovina                                                                | 2 – 2                                                                               | Kazakistan                                                                          | Qual. Mondiali 2022                                                                 | -                                                                                   |                                                                                     |
| 13-11-2021                                                                          | Zenica                                                                              | Bosnia ed Erzegovina                                                                | 1 – 3                                                                               | Finlandia                                                                           | Qual. Mondiali 2022                                                                 | -                                                                                   |                                                                                     |
| 25-3-2022                                                                           | Zenica                                                                              | Bosnia ed Erzegovina                                                                | 0 – 1                                                                               | Georgia                                                                             | Amichevole                                                                          | -                                                                                   | 59’                                                                                 |
| 29-3-2022                                                                           | Zenica                                                                              | Bosnia ed Erzegovina                                                                | 1 – 0                                                                               | Lussemburgo                                                                         | Amichevole                                                                          | -                                                                                   | 82’                                                                                 |
| 7-6-2022                                                                            | Zenica                                                                              | Bosnia ed Erzegovina                                                                | 1 – 0                                                                               | Romania                                                                             | UEFA Nations League 2022-2023 - 1º turno                                            | -                                                                                   |                                                                                     |
| 23-9-2022                                                                           | Zenica                                                                              | Bosnia ed Erzegovina                                                                | 1 – 0                                                                               | Montenegro                                                                          | UEFA Nations League 2022-2023 - 1º turno                                            | -                                                                                   | 90+4’                                                                               |
| 26-9-2022                                                                           | Bucarest                                                                            | Romania                                                                             | 4 – 1                                                                               | Bosnia ed Erzegovina                                                                | UEFA Nations League 2022-2023 - 1º turno                                            | -                                                                                   | 25’                                                                                 |
| 23-3-2023                                                                           | Zenica                                                                              | Bosnia ed Erzegovina                                                                | 3 – 0                                                                               | Islanda                                                                             | Qual. Euro 2024                                                                     | -                                                                                   |                                                                                     |
| 26-3-2023                                                                           | Bratislava                                                                          | Slovacchia                                                                          | 2 – 0                                                                               | Bosnia ed Erzegovina                                                                | Qual. Euro 2024                                                                     | -                                                                                   |                                                                                     |
| 17-6-2023                                                                           | Lisbona                                                                             | Portogallo                                                                          | 3 – 0                                                                               | Bosnia ed Erzegovina                                                                | Qual. Euro 2024                                                                     | -                                                                                   |                                                                                     |
| 20-6-2023                                                                           | Zenica                                                                              | Bosnia ed Erzegovina                                                                | 0 – 2                                                                               | Lussemburgo                                                                         | Qual. Euro 2024                                                                     | -                                                                                   |                                                                                     |
| Totale                                                                              |                                                                                     | Presenze                                                                            | 23                                                                                  |                                                                                     | Reti                                                                                | 0                                                                                   |                                                                                     |

## Palmarès

### Competizioni nazionali
- Coppa di Serbia: 1

Vojvodina: 2019-2020